# Saulxures
Saulxures – miejscowość i gmina we Francji, w regionie Grand Est, w departamencie Dolny Ren.
Według danych na rok 1990 gminę zamieszkiwały 393 osoby, a gęstość zaludnienia wynosiła 31 osób/km² (wśród 903 gmin Alzacji Saulxures plasuje się na 534. miejscu pod względem liczby ludności, natomiast pod względem powierzchni na miejscu 172.).